# Repentance
Pour la chanson, voir Repentance (chanson).
La repentance est la volonté d'assumer les conséquences d'actes moralement condamnables commis par le passé et de s'engager à ne plus les perpétrer. Le terme peut également désigner la manifestation publique du sentiment personnel qu'est le repentir pour une faute dont on demande pardon.
Ce concept regroupe trois notions :
- dans la religion, la reconnaissance, la confession et le renoncement au péché ;
- dans le droit civil, la reconnaissance d'une faute ayant provoqué un dommage ;
- dans le droit international public, des excuses officielles entre deux États.

Les mots « repentir » et « repentance » sont parfois employés de manière synonyme.

## Histoire et sens du mot
« Repentance », synonyme de « repentir », est attesté en ancien français, et donné pour un mot « vieilli » au XVIIe siècle ; il est réservé au langage de la piété selon le Dictionnaire de l'Académie française de 1932-1933.
Le mot connaît une deuxième vie en français depuis les années 1990 sous l'influence de la langue anglaise. La repentance se distingue alors du repentir par son caractère nécessairement public. S'il a une origine religieuse, le terme « repentance » s'inscrit aussi dans le droit public, où il est d'usage qu'« un État responsable envers un autre État d’un certain nombre de préjudices lui présente des excuses officielles ».
Selon l'historien Gilles Manceron, ce sont des défenseurs du passé colonial qui ont ressuscité en français le mot « repentance » ; il leur sert à dénigrer et délégitimer toute demande de reconnaissance des crimes coloniaux.
Le site de la Défense de la langue française note que le suffixe -ance sert assez souvent à former des termes du champ politique comme dans « gouvernance », « militance ».

## Repentance et religion
La notion de repentance existe dans les trois religions abrahamiques : le judaïsme, le christianisme et l'islam. La repentance peut être précédée d'une punition, ou encore imposée comme pénitence.

### Judaïsme
Le terme hébraïque תשובה, techouva, qui signifie « repentir », vient de la racine verbale שוב, « aller ». Le mot techouva signifie littéralement « retour ».
Les « Asseret Yemei Techouva » (hébreu : עשרת ימי תשובה dix jours de repentance) désignent dans le judaïsme la période entre Roch Hachana et Yom Kippour. Ces dix jours de pénitence perpétuent et accentuent l'esprit de repentance du mois de Eloul.

### Christianisme
Dans le christianisme, le repentir et la repentance sont la reconnaissance, la confession et le renoncement au péché.

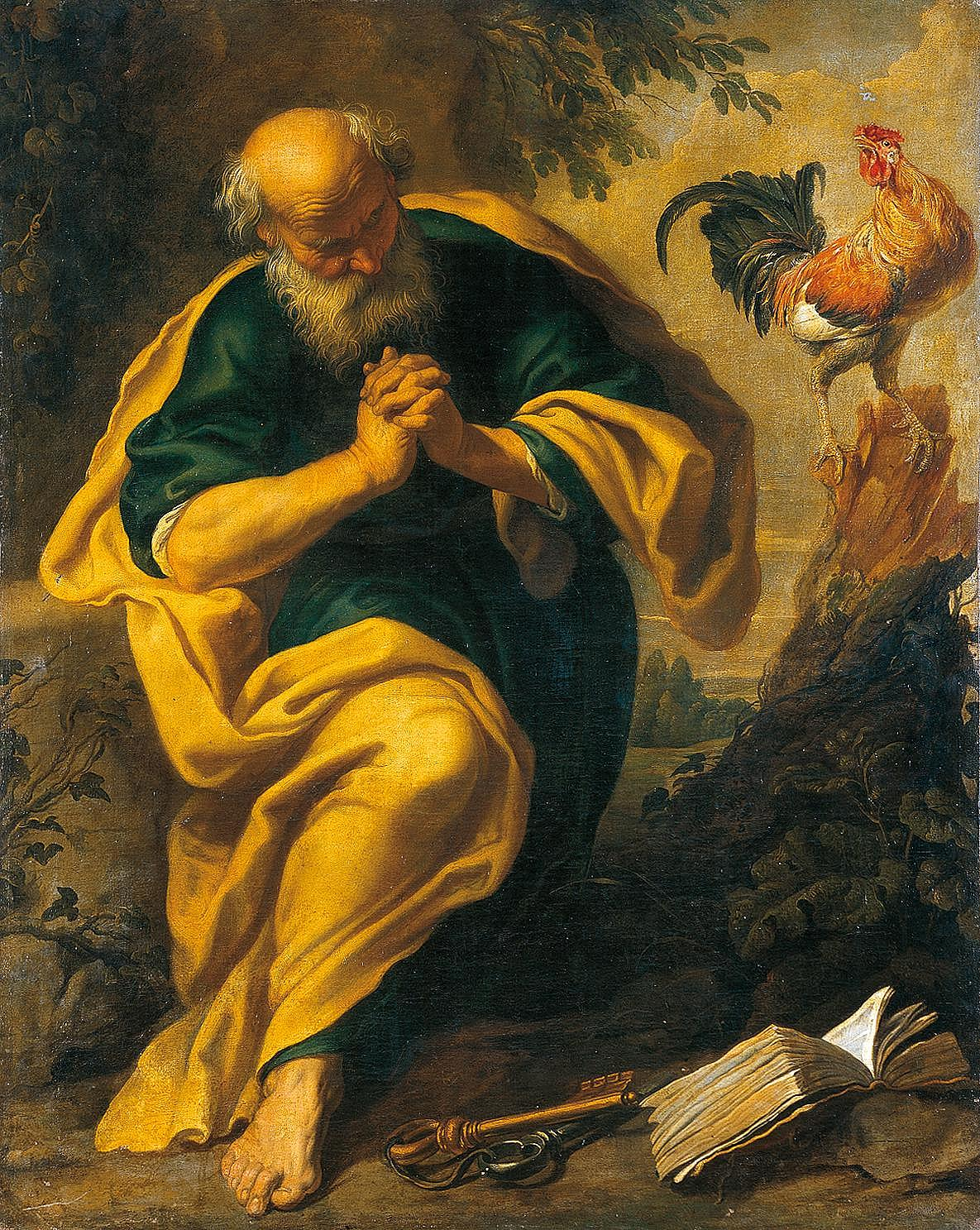
La Repentance de saint Pierre, Gerard Seghers (entre 1625 et 1629), musée de l'Ermitage, Saint-Pétersbourg, Russie.

#### Repentir individuel dans le catholicisme
Dans l'Église catholique, la Commission théologique internationale distingue trois modèles de contrition :
- la prière liturgique collective du Je confesse à Dieu, et celle, individuelle, de l'acte de contrition prononcé lors du sacrement de réconciliation ;
- les psaumes pénitentiels, repris de l'Ancien Testament ;
- les avertissements prophétiques de l’Apocalypse adressés aux sept Églises.

Elle voit également des critères de compréhension de la repentance :
- la reconnaissance des péchés ;
- la vérité : confesser, cela signifie, selon Augustin, « faire la vérité », et implique donc surtout la discipline et l’humilité de la vérité ;
- la purification : toujours selon Augustin, une confessio peccati chrétienne s’accompagnera toujours d’une confessio laudis.

Concernant l'Église par rapport à l'histoire :
- l’Église du présent ne peut pas se constituer en tribunal qui condamne les générations passées ;
- il ne faut nier en aucune manière le mal commis dans l’Église, mais aussi ne pas s’attribuer par une fausse humilité des péchés qui n’ont pas été commis, ou bien ceux pour lesquels il n’existe pas encore de certitude historique ;
- Dieu purifie et renouvelle toujours l’Église, malgré ses péchés, et fait ainsi de grandes choses en se servant de vases d’argile.

#### Repentance des autorités de l'Église catholique
La repentance fait suite à un renouvellement de la théologie catholique intervenu lors du concile Vatican II, notamment sur les questions d'œcuménisme et de dialogue interreligieux. Ce dialogue a notamment fait l'objet d'une déclaration de Paul VI lors du concile en 1965, Nostra Ætate, qui fixe les principes en matière de relations entre le christianisme et les autres religions.
Les principaux points ayant fait l'objet de repentances à la demande du pape Jean-Paul II sont :
- le procès de Galilée ;
- l'attitude des chrétiens par rapport au judaïsme, notamment l'antijudaïsme de l'Église depuis le IVe siècle jusqu'à la Seconde Guerre mondiale et au-delà[6],[7] ;
- l'attitude des chrétiens par rapport aux autres religions.

Au sein de l'Église catholique, ces actes de repentance suscitent différentes controverses, notamment en raison de leur caractère jugé incomplet,.

#### Christianisme évangélique
Dans le christianisme évangélique, la repentance est nécessaire au salut et à la nouvelle naissance. Elle fait l’objet d’invitation spéciale lors des prédications et des cultes. Elle fait aussi partie de la vie chrétienne et du processus de sanctification.

### Islam
La repentance in islam se définit ainsi :
- Cessation du mal commis et intention sincère de se repentir : Oubay Ibn Ka’b posa la question à Mahomet : Qu’est-ce qu’un repentir sincère ? Il lui répondit : « C’est la cessation tout acte infâme commis avec excès suivi de sincères prières de pardon à Dieu en t’engageant à ne plus y revenir ». (Ibn Abi Hatim)
- Nadam : manifester du regret sur les actes commis par le passé
- Résolution ferme de ne plus retourner aux péchés regrettés
- Rendre justice à celui à qui tu as fait du tort s’il s’agit de péchés commis envers nos semblables.

## Repentance nationale: les excuses d'État
Le terme de repentance est utilisé aussi dans le vocabulaire laïque, pour désigner des excuses nationales officielles exprimées par des représentants d'un État à la suite de violences de masse.

### Repentance en Allemagne concernant le génocide juif
La génuflexion de Willy Brandt à Varsovie en 1970 est le premier acte d'une série de « gestes et de discours de repentance effectués surtout par les chanceliers et les présidents ouest-allemands », qui ont favorisé l'élucidation publique des crimes et des responsabilités de l'Allemagne nazie.

### Repentance en Belgique concernant le génocide rwandais
En 2000, la Belgique demande pardon au Rwanda. Guy Verhofstadt, le Premier ministre belge, déclare : « Au nom de mon pays, au nom de mon peuple, je vous demande pardon. La communauté internationale tout entière porte une immense et lourde responsabilité. Un dramatique cortège de négligences, d’insouciances, d’incompétences, d’hésitations et d’erreurs a créé les conditions d’une tragédie sans nom. J’assume ici les responsabilités de mon pays, des autorités politiques et militaires belges. »

### Repentance en Australie concernant les traitements infligés aux peuples autochtones
En 2008, Kevin Rudd présente des excuses officielles aux Autochtones d'Australie pour « deux siècles d'atteinte à la dignité » et particulièrement pour les enlèvements forcés d'enfants autochtones australiens à leurs familles. Ces enfants victimes des agences gouvernementales fédérales et étatiques australiennes sont souvent désignés comme « les générations volées ».

### Repentance coloniale au Japon
En 2010, le Japon présente des excuses pour les exactions commises en Corée du Sud à l'époque de colonisation nippone, de la fin du XIXe siècle à la première moitié du XXe.

### Repentance en Allemagne concernant les crimes en Pologne
En 2019, l'Allemagne demande pardon « aux victimes de l’agression allemande de 1939 ».

### Repentance coloniale en France

#### Critiques de la «repentance»
L'attitude de repentance concernant le passé colonial est critiquée pour des raisons différentes, voire opposées.
Au départ, ce sont — d'après les historiens Sébastien Jahan, Alain Ruscio, Gilles Manceron —, des auteurs nationalistes, désireux de réhabiliter le passé de la France, y compris le passé colonial, qui ont utilisé le mot, assurant son succès. Il s'agit par exemple de Alain Griotteray, auteur de Je ne demande pas pardon. La France n’est pas coupable (2001) ; de Paul-François Paoli, auteur de Nous ne sommes pas coupables. Assez de repentances ! (2006) ; de Max Gallo, Fier d’être Français (2006). La repentance leur apparaît comme « une entreprise de démoralisation ». La loi du 23 février 2005 incluant un article sur les « bienfaits de la colonisation » (abrogé en 2006) constitue un moment fort dans l'expression de l'« anti-repentance ». Le terme de « repentance » servirait, selon les historiens Sébastien Jahan, Alain Ruscio, Gilles Manceron, à caricaturer la position adverse, pour mieux défendre les « aspects positifs » de la colonisation.
Les historiens classés comme « repentants » critiquent également l'attitude de « repentance », récusent le mot et ne se reconnaissent pas dans les intentions que leur prêtent leurs détracteurs. Ainsi par exemple, les opposants à la loi de février 2005 le rejettent, pour la plupart d'entre eux. Les historiens Sébastien Jahan et Alain Ruscio jugent inutilement clivant l'usage de ce mot, car selon eux, le travail qui consiste à « revenir sur l’esclavage ou les exactions coloniales, les commémorer et les enseigner », répond à des exigences historiques sans lien avec une « haine » supposée de la France. La reconnaissance de la responsabilité collective de la nation dans la domination coloniale assainit le rapport à son propre passé, et constitue selon eux « un préalable à la construction de nouvelles formes de relations à l’altérité ». Par ailleurs, le parti de l'« anti-repentance » leur apparaît comme « réactionnaire » ; ils réfutent l'argument des « bienfaits » de la colonisation - la mise en place d'infracstructures dans les colonies obéissant à l'intérêt économique bien compris du colonisateur - et rappellent que la colonisation est dans son principe l'occupation militaire d'un territoire étranger.

#### Le Livre noir du colonialisme(2003)
La publication du Livre noir du colonialisme dont le sous-titre, « XVIe – XXIe siècle : de l'extermination à la repentance », ne suscite aucune contestation particulière sur le moment. L'ouvrage est publié sous la direction de l'historien Marc Ferro, dans le sillage du « retentissement phénoménal » du Livre noir du communisme (1997), suivi par Le Livre noir de la guerre d'Algérie.
Le sens chronologique du livre (« de l'extermination à la repentance ») est explicité par l'épilogue, intitulé « Qui demande des réparations et pour quels crimes ? » et rédigé par Nadia Vuckovic. Cet épilogue évoque une actualité alors récente, la Conférence de Durban, troisième conférence mondiale contre le racisme du 9 septembre 2001, où la délégation française a présenté la loi française du 21 mai 2001 tendant à la reconnaissance de la traite et de l’esclavage en tant que crimes contre l’humanité, tandis que de nombreux États africains y ont réclamé des réparations matérielles et morales aux États pour l’esclavage et la traite des Noirs, en général, pas seulement transatlantique. Dans son épilogue, Nadia Vuckovic développe « les contradictions insolubles qu’implique, en politique, le couple indissociable “repentance/réparation” », selon l'historien Guy Pervillé.

#### Les déclarations deChirac,SarkozyetGiscard d'Estaingen 2005
En 2005 l'expression de « repentance » est popularisée dans les médias, dans un climat mémoriel qui venait d'être durci par les débats sur la loi du 23 février 2005, avec son article 4 demandant d'enseigner les aspects positifs de la colonisation, finalement abandonné début 2006, et par l'affaire Olivier Grenouilleau, qui éclate au même moment. Le 13 décembre, Le Monde souligne que « plusieurs semaines d'introspection ont fait resurgir à droite[Qui ?], sous la pression de l'extrême droite, une allergie à la “repentance” qui était déjà apparue lors du procès Papon, à l'automne 1997 ».

#### Le livre de 2006
En 2006, trois ans et demi après le livre de Marc Ferro, la polémique sur l'usage du mot « repentance » reprend aussi avec le pamphlet Pour en finir avec la repentance coloniale de Daniel Lefeuvre, en septembre 2006 dans lequel l'historien prend fait et cause pour Olivier Pétré-Grenouilleau ; Pétré-Grenouilleau dénonce pour sa part une « nébuleuse repentante » dans un article du Monde présentant le livre de D. Lefeuvre sous un jour flatteur. Daniel Lefeuvre ne cite nommément aucun historien associé à ce qu'il appelle « repentance coloniale » mais accuse cette nébuleuse mise en avant d'absence de recul critique dans la reprise de citations isolées, d'anachronisme, de généralisation abusive, d'absence de comparaison et de censure.
Dans un compte rendu de cet ouvrage, Catherine Coquery-Vidrovitch indique que contrairement à ce que laisse pense Daniel Lefeuvre, la notion de « repentance » n’a « été utilisée par aucun historien », et que les critiques de Lefeuvre dirigées contre certains historiens de la colonisation obéissent en réalité à des motivations « essentiellement politiques ». De même, la spécialiste de géographie sociale Sarah Mekdjian considère que le livre, dans lequel elle identifie des « provocations », ainsi que des erreurs dans les propos sur l'islam, est un « pamphlet politique réactionnaire » plutôt qu'un livre d'histoire.

## Repentance forcée dans les dictatures
Au Viêt Nam, dans les camps de prisonniers communistes, en particulier celui où était Georges Boudarel, le programme de rééducation idéologique comportait l'obligation pour les prisonniers français de faire repentance pour les crimes commis par leur pays.